# Bethany (Oklahoma)
Bethany è una città degli Stati Uniti, situata nella contea di Oklahoma nello Stato dell'Oklahoma.